# Scaniarinken
 (septembre 2024).
Si vous disposez d'ouvrages ou d'articles de référence ou si vous connaissez des sites web de qualité traitant du thème abordé ici, merci de compléter l'article en donnant les références utiles à sa vérifiabilité et en les liant à la section « Notes et références ».
Le Scaniarinken, anciennement, est une patinoire de Södertälje en Suède. Elle a été construite en 1970 sous le nom de Scaniarinken avant de prendre le nom d'Axa Sports Center à la suite d'un naming.

## Histoire
En janvier 2006, l'aréna reprend son nom original après la fin du contrat de 10 ans qui la liait à AXA.
Elle accueille notamment l'équipe de hockey sur glace du Södertälje SK de l'Elitserien. La patinoire a une capacité de 6 200 spectateurs.